# Agere sequitur esse
Agere sequitur esse ( lat. das Handeln folgt dem Sein) bezeichnet ein, insbesondere durch von Thomas von Aquin bekannt gewordenes, Prinzip im scholastischen Denken.
Thomas von Aquin schrieb in seiner Summa contra gentiles vom „agere sequitur ad esse in actu“ („das Tätigsein folgt auf das Wirklichsein“). Esse ist hier im Sinne von Existenz zu verstehen. Der scholastische Satz besagt, dass nur was existiert handelt (bloße Wesenheiten oder „ens rationis“ handeln nicht). Auf der anderen Seite existieren die Dinge durch ihre Wesenheit. So wird dennoch aus dem Handeln die wesentliche Vollkommenheit eines Dinges sichtbar.
Das bestimmende Sein kann dabei in verschiedenen Formen auftreten:
- Das objektive Sein: Aus der existierenden Objektivität, dem Wesen eines existierenden Dings,  folgt das Wirken, das Verhalten, in aktiver und passiver Weise, wobei mit dem Wesen auch die Art des Verhaltens durch die Eigenschaften, Beziehungen und Merkmale des Dings bestimmt sind.

- Das geistige Sein: Besteht das Sein im gefestigten Glauben, so folgt daraus das entsprechende Handeln.

- Das vorherbestimmte Sein: Mit der Gebundenheit an das geistige Sein oder objektive Sein ergibt sich eine Begrenzung der Freiheit im Handeln, d. h. im Handeln besteht keine grenzenlose, absolute Freiheit, sondern eine Freiheit, die durch das Sein selbst begrenzt ist.

Der (metaphysische) Aktualismus verneint den Grundsatz des agere sequitur esse.